# Pływacz średni
Pływacz średni, p. pośredni (Utricularia intermedia Hayne) – gatunek rośliny, należący do rodziny pływaczowatych (Lentibulariaceae). Roślina o cyrkumborealnym zasięgu, występująca w Ameryce Północnej, Azji oraz Europie. W Polsce gatunek rodzimy, występuje rzadko na niżu, głównie na północy kraju.

## Morfologia
ŁodygaDługości (10) 15–20 cm, zróżnicowana na część pływającą – zieloną oraz ziemną (zakorzeniającą się) – bezbarwną o długości 3–20 cm.
LiścieLiście łodygi pływającej długości 4–20 mm, szerokości 7–32 mm, nerkowate, kilkakrotnie widlasto podzielone na 7–16 szczeciniastych łatek, bez pęcherzyków. Liście części bezbarwnej z łatkami bocznymi przekształconymi w 1–5 pęcherzyków długich do 5 mm.
KwiatyObupłciowe, o symetrii grzbiecistej, umieszczone na szypułkach długich na 1–1,5 mm, w kątach jajowato-trójkątnych przysadek o falistym brzegu. Pręciki dwa, słupek jeden. Działki kielicha i korony dwuwargowe. Kielich o łatkach jajowatych. Korona długości 10–15 mm, cytrynowożółta, o górnej wardze niepodzielnej, purpurowo prążkowanej z przylegającą, tępą ostrogą, dolnej wardze okrągławej, płaskiej bądź o brzegach podwiniętych, średnicy 10–15 mm.  Kwiaty zebrane w grona.
OwocKulista torebka o średnicy 3–4 mm.

## Biologia i ekologia
RozwójBylina, hydrofit. Kwitnie w Polsce od czerwca do sierpnia. Przy niekorzystnych warunkach wytwarzająca dość duże, jajowate turiony.
SiedliskoWystępuje głównie w wodach torfowisk przejściowych, w dolinkach torfowisk wysokich i zagłębieniach torfowisk niskich.
FitosocjologiaW klasyfikacji zbiorowisk roślinnych gatunek charakterystyczny dla klasy (Cl.) Utricularietea oraz zespołu (Ass.) Scorpidio Utricularietum minoris.
Genetyka2n = 44.

## Zagrożenia i ochrona
Roślina umieszczona na Czerwonej liście roślin i grzybów Polski (2006, 2016) w grupie gatunków narażonych na wyginięcie (kategoria zagrożenia: VU). 
Pływacz drobny objęty jest w Polsce ścisłą ochroną gatunkową.